# 三浦銕太郎
三浦 銕太郎（みうら てつたろう、1874年3月20日 - 1972年5月8日）は、日本のジャーナリスト、時事評論家。
東洋経済新報社主幹として小日本主義を唱え、石橋湛山・高橋亀吉らを鍛え上げた。
静岡県志太郡相川村（現・焼津市）出身。

## 人物
地主・山本太左衛門の次男として生まれる。1893年、東京専門学校に入学し、天野為之に師事する。1897年、三浦貞と結婚、この時、三浦家の養子となる予定であったが、すぐには実父の承諾を得られなかった（正式入籍は1906年）。
1899年、師の天野為之が経営していた東洋経済新報社に入社し、論説を執筆するようになる。1907年、代表社員となり、1910年には月刊誌『東洋時論』を創刊し、編集長となる。1912年、主幹に就任し、『東洋時論』を『東洋経済新報』に併合する。1913年、論説「満洲放棄か軍備拡張か」、「大日本主義か小日本主義か」を相次いで発表、帝国主義を批判して小日本主義を提唱した（石橋湛山の小日本主義は、三浦の議論を継承・発展させたもの）。
1921年、東洋経済新報社を株式会社化し、代表取締役となる。1924年には主幹を退任、1925年には代表取締役を退任した（いずれも後任は石橋湛山）。その後、商工審議会・日満経済懇談会・昭和研究会・損害補償委員会の委員や、経済倶楽部の幹事（1947年、理事長）などを歴任した。
1946年、山川均が民主人民戦線の結成を提唱すると、高野岩三郎・大内兵衛・荒畑寒村・石橋湛山らとともに世話人となる。同年、財団法人日本経済研究所の設立に伴い、理事に就任（1948年、理事長）。
また石橋湛山が大蔵大臣に就任したため、東洋経済新報社の会長となった（1951年、相談役）。1949年、社団法人日本関税協会の設立に伴い、会長に就任した（1952年、顧問）。

## 著書
- 『金融六十年史』（東洋経済新報社、1925年）
- 『新経済体制の理論と試案』（東洋経済新報社、1939年）
- 『世界転換史』（東洋経済新報社、1944年）
- 『世界経済の転換』（日本経済研究所、1949年）
- 『米国の世界政策』（日本経済研究所、1949年）
- 『ソ連四十年』（東洋経済新報社、1960年）
- 『世界経済の転換と米国』（東洋経済新報社、1965年）
- （松尾尊兊編）『大日本主義か小日本主義か 三浦銕太郎論説集』（東洋経済新報社、1995年）